# Mario Montez

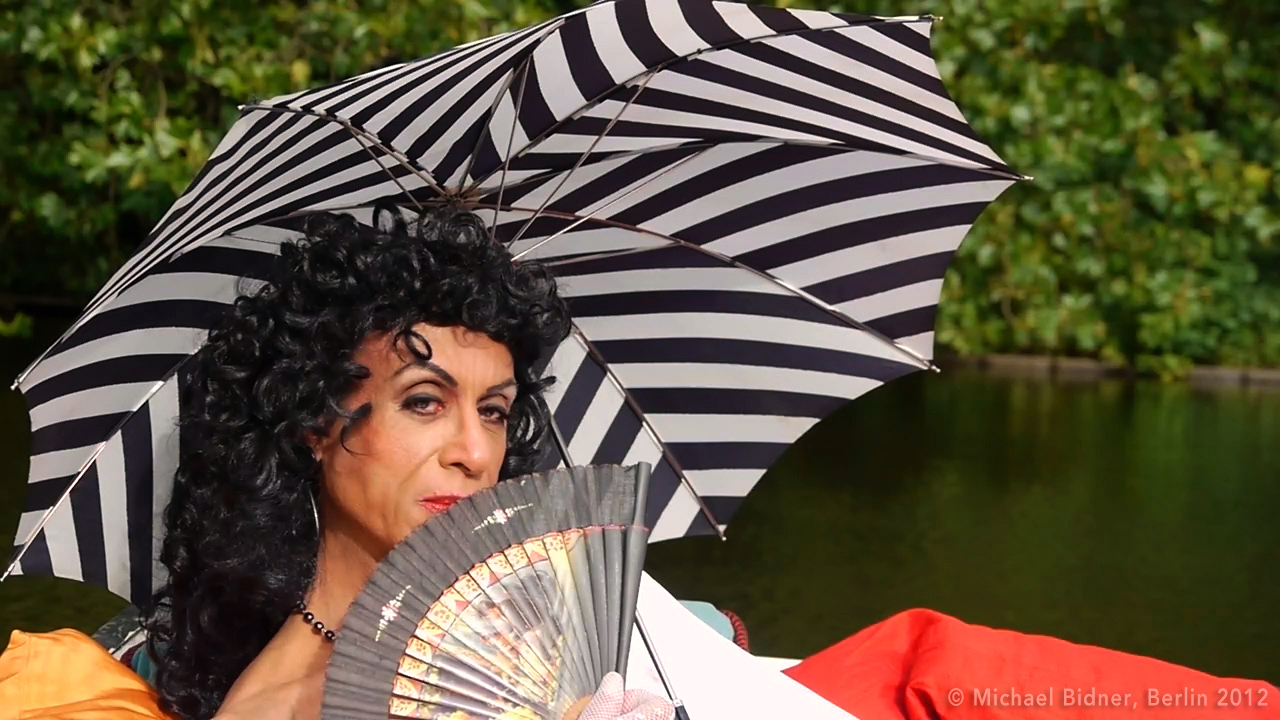
Mario Montez im Kurzfilm A Lazy Summer Afternoon von John Heys and Michael Bidner, Berlin 2011

Mario Montez (eigentlich René Rivera, * 20. Juli 1935 in Ponce, Puerto Rico; † 26. September 2013 in Key West, Florida) war ein US-amerikanischer Transvestit und Underground-Schauspieler, der vor allem durch seine Filme mit Andy Warhol als Regisseur bekannt wurde.

## Leben
Über das Privatleben von Mario Montez ist so gut wie nichts bekannt. Dies liegt vor allem daran, dass er in seiner bürgerlichen Existenz (er arbeitete auf einem Postamt in New York City) sein Transvestiten-Dasein verborgen hielt. Er spielte zunächst Off-Off-Broadway Theater. Seine erste heute noch bekannte Rolle hatte der Puerto Ricaner im Skandalfilm Flaming Creatures (1961) von Jack Smith. Die in diesem Film adaptierte „persona“, eine Persiflage des mexikanischen Hollywoodstars Maria Montez, gab ihm seinen weiterhin beibehaltenen Künstlernamen. Ebenso wie in diesem Film schlüpfte er in der Factory Warhols des Nachts in seine „zweite Identität“ und imitierte große Schauspielerinnen vergangener Hollywood-Zeiten: Jean Harlow in Harlot, Lana Turner in More Milk Yvette und Hedy Lamarr in Hedy (auch bekannt als The Most Beautiful Woman in the World, The Shoplifter und The Fourteen Year Old Girl).
Verdienstvoll bleibt die historische Rolle, die Montez für die Emanzipation der Homosexuellen und Transvestiten gespielt hat. Als einer der ersten überhaupt traute er sich, seine privaten, damals voll geächteten Neigungen vor laufender Kamera zur Schau zu stellen.
Ab 1977 lebte Montez in Orlando, Florida. Er starb 78-jährig im September 2013 in Key West.

## Filmografie
Filme von Jack Smith:
- Flaming Creatures (1963)
- Normal Love (1963)
- Reefers Of Technicolor Island (1967)
- No President (1969)
- I Was a Male Yvonne De Carlo (posthum 1998)

Filme von Andy Warhol:
- Mario Banana (1964)
- Batman Dracula (1964)
- Harlot (1964)
- Screen Test # 2 (1965)
- More Milk Yvette (1965)
- Camp (1965)
- The Life of Juanita Castro (1965)
- Hedy (1966)
- Ari and Mario (1966)
- Chelsea Girls (1966)

Filme von John Heys:
- A Lazy Summer Afternoon with Mario Montez (2011)

## Auszeichnungen
- 2012: Special Teddy